# Then and Now (album The Who)
Then and Now este o compilație greatest hits a trupei The Who lansată internațional de Polydor Records și de Geffen Records în Statele Unite . Conține 18 cântece clasice Who și două melodii noi - "Real Good Looking Boy" și "Old Red Wine" - care au fost primele piese originale The Who de la "Dig" de pe albumul din 1989 al lui Pete Townshend , The Iron Man . "Real Good Looking Boy" este un tribut pentru Elvis Presley iar "Old Red Wine" este un tribut adus fostului membru al formației John Entwistle care a murit în 2002 . Albumul a fost reeditat în 2007 iar "Old Red Wine" a fost înlocuită cu "It's Not Enough" de pe albumul din 2006 Endless Wire . Și titlul albumului a fost schimbat în Then and Now: The Best of 1964 - 2007 . 

## Tracklist
1. "I Can't Explain" (2:06)
2. "My Generation" (3:18)
3. "The Kids Are Alright" (2:46)
4. "Substitute" (3:48)
5. "I'm a Boy" (2:37)
6. "Happy Jack" (2:11)
7. "I Can See for Miles" (4:07)
8. "Magic Bus" (3:20)
9. "Pinball Wizard" (3:02)
10. "See Me, Feel Me" (3:26)
11. "Summertime Blues" (3:25)
12. "Behind Blue Eyes" (3:41)
13. "Won't Get Fooled Again" (8:32)
14. "5:15" (5:02)
15. "Love, Reign O'er Me" (3:10)
16. "Squeeze Box" (2:42)
17. "Who Are You" (5:05)
18. "You Better You Bet" (5:37)
19. "Real Good Looking Boy" ( Pete Townshend , Luigi Creatore , Hugo Peretti , George David Weiss ) (5:42)
20. "Old Red Wine" (3:43)

- Toate cântecele au fost scrise de Pete Townshend cu excepția celor notate

## Single-uri
- "Real Good Looking Boy"/"Old Red Wine" (2004)

## Componență
- Roger Daltrey - voce
- John Entwistle - chitară bas , trompetă
- Kenney Jones - baterie doar pe "You Better You Bet"
- Keith Moon - baterie , percuție
- Pete Townshend - chitară , voce de fundal , sintetizator